# Regierung Frijs
Die konservative Regierung Frijs (dän. regeringen Frijs) unter Premierminister C.E. Frijs regierte Dänemark vom 6. November 1865 bis 28. Mai 1870. Amtierender König war Christian IX.
Die Regierung war die vierzehnte Regierung Dänemarks seit der Märzrevolution und bestand aus den folgenden Ministern:
- Konseilspräsident und Außenminister: Christian Emil Krag-Juel-Vind-Frijs
- Finanzminister: C. A. Fonnesbech
- Innenminister:

 J. B. S. Estrup bis zum 22. September 1869, danach
Wolfgang von Haffner
- Justizminister:

C. P. G. Leuning bis zum 21. Juli, danach
C. P. T. Rosenørn-Teilmann bis zum 10. August 1868, danach
C. L. V. R. Nutzhorn
- Minister für Kirche und Unterrichtswesen:

C. P. T. Rosenørn-Teilmann bis zum 4. September 1867, danach
P. C. Kierkegaard bis zum 6. März 1868, danach
A. S. Hansen bis zum 22. September 1869, danach
Ernst Emil Rosenørn
- Kriegsminister:

J.V. Neergaard bis zum 29. September 1866, danach
W.R. Raasløff bis zum 19. April 1870
- Marineminister:

H.H.S. Grove bis zum 17. August 1866, danach
C.E. van Dockum bis zum 1. November 1867, danach
O.F. Suenson bis zum 22. September 1869, danach
W.R. Raasløff bis zum 19. April 1870

## Quelle
- Statsministeriet: Regeringen Krag-Juel-Vind-Frijs